# Родни Парада
Родни Парада је рагби стадион који се налази у Њупорту, у јужном делу Велса и дом је рагбиста Њупорт Гвент Дрегонса, једне од четири велшке рагби екипе које се такмиче у Про 12 лиги. Крајем 19. века и у првој половини 20. века на овом стадиону играла је и рагби репрезентација Велса. Овај стадион има капацитет од 8.500 седећих места, а на њему се поред рагбија игра и фудбал.